# Hoquei sobre patins en línia
L'hoquei sobre patins en línia o hoquei línia és un esport d'equip que es juga en pistes de ciment o lloseta. Els jugadors es desplacen patins en línia de quatre rodes consecutives. Poden aconseguir velocitats significatives. Va néixer de la idea de seguir practicant l'hoquei sobre gel a l'estiu, a causa de la falta de gel en aquesta època de l'any. Per tant, guarda moltes similituds amb l'hoquei sobre gel.

## Característiques
Es juga en pistes de fusta, asfalt, ciment o sintètica, d'una mesura d'entre 20x40 i 30x60 metres, semblants a les d'hoquei sobre gel. Els jugadors usen patins en línia de quatre rodes consecutives amb els quals poden aconseguir velocitats molt altes i un estic o pal amb el qual copegen el puck o disc. Va néixer de la idea de seguir practicant l'hoquei sobre gel a l'estiu, a causa de la falta de gel en aquesta època de l'any, així que guarda algunes similituds amb l'hoquei sobre gel.
Principals característiques de l'hoquei línia:
1. És un esport molt més ràpid que l'hoquei tradicional.
2. Es permet el contacte durant el joc però de cap manera la violència.
3. S'usa un puck o disc que es llisca a gran velocitat per la pista.
4. L'estic pot mesurar fins a 163 cm, ha de ser sense formes sortints i arrodonit, però la seva forma és la que desitgi el jugador, com en hoquei sobre gel.
5. Les proteccions són molt superiors. Un jugador o jugadora d'hoquei línia ha de portar coderes, espinilleres, guants i casc. Els porters porten un equip especial de protecció, semblant a l'hoquei sobre gel.

## Diferències respecte a l'hoquei sobre patins tradicional o hoquei patí
- Es permet el contacte durant el joc. En l'hoquei sobre patins tradicional està totalment prohibit
- S'usa puck / disc, en hoquei sobre patins tradicional és una pilota de plàstic buida. Això fa un joc totalment diferent i incompatible.
- L'estic acaba en una forma allargada i corba, exactament igual que en hoquei gel. No obstant això en hoquei sobre patins tradicional acaba en una forma curta i arrodonida adaptada per al control d'una pilota.
- Les proteccions són molt superiors. Un jugador d'hoquei línia ben equipat normalment té més proteccions que un porter d'hoquei sobre patins tradicional.
- La pista és equivalent. És habitual que comparteixi la mateixa pista per a tots dos esports.

## Joc
L'objectiu del joc és anotar gols a la porteria contrària, jugant un disc de plàstic de 2,5 cm de gruix i 10 de diàmetre, i d'uns 100 g de pes anomenat puck / disc. Un gol s'obté quan el puck / disc entra completament en una de les porteries situades en els extrems oposats de la pista. Els jugadors poden controlar el puck / disc usant un estic (pal llarg amb una prolongació amb lleu corba). Els jugadors poden també tornar a dirigir o copejar el puck / disc amb el patí (però no ficar gol amb el patí, excepte en pròpia porta o de forma no intencionada) o jugar el puck / disc amb la mà (sense apuntar). Segons que categoria sigui es juga diferents períodes: Pre - Benjamí es juga 3 parts de 8 minuts. Benjamí es juga dues 3 parts de 10 minuts. Aleví es juga 2 parts de 15 minuts.
Infantil / Juvenil / Júnior / Sèniores juga 2 parts de 20 minuts. Cada equip té dret a un temps mort d'un minut per cada un dels dos períodes. En el cas de la Lliga Elit a Espanya, són dues parts de 25 minuts. En cas de ser una eliminatòria, si transcorreguts els dos temps el partit estigués en empat, s'ha de jugar, igual que en molts altres esports, una pròrroga, seguida de tandes de penals si no s'anota al llarg de la pròrroga. Cal afegir que sempre aquesta pròrroga es juga amb gol d'or / mort sobtada. Els equips s'organitzen en línies de quatre (4) jugadors, tenint un equip al voltant de tres línies o, cosa que és el mateix, 12 jugadors. Normalment la línia 1 és la més important. És un esport molt exigent, de manera que els canvis es realitzen cada dos (2) minuts. Quan hi ha un canvi, la línia sencera canvia i entra a jugar la següent. Tot i que sembla, el porter és una peça clau en l'equip, havent de mantenir la concentració en tot moment i la confiança en si mateix. Cada equip podrà incorporar obligatòriament un mínim de sis (6)jugadors de camp i dos (2) porters, i un màxim de catorze (14). jugadors de camp i obligatòriament dos (2) porters (no 15 jugadors i 1 porter). En pista hi haurà quatre (4) jugadors més el porter, pot substituir aquest últim per un altre jugador, passant a tenir cinc (5) jugadors.

## Organismes rectors
Com a fill del hoquei gel que és, la Federació Internacional d'Hoquei sobre Gel (IIHF) funcionava com a entitat rectora i sancionadora de la disciplina, metre que, en tant que esport sobre rodes, la Federació Internacional de Patinatge (FIRS) també exercia aquest paper. Així, existien dues competicions mundials de seleccions estatals, totes dues anuals: el mundial de la IIHF, la primera edició del qual fou l'any 1996, i el mundial de la FIRS, la primera edició del qual fou l'any 1995. Arreu del món té més implantació la World Skate, federació successora de la FIRS, però als Estats Units té més autoritat la IIHF, i així la competició de clubs principal, la Professional Inline Hockey Association, està adscrita a la IIHF. No obstant això, aquest esport avança cap a la unificació, i així la IIHF cessà d'organitzar mundials el 2017, i així actualment hi ha solament una competició mundial, que és organitzada per la World Skate. Així i tot, la bicefàlia encara és evident, i força federacions estatals estan adscrites tant a les federacions de hoquei gel com a les de patinatge.
A Europa, l'esport és regulat per la secció de hoquei línia de la Confederació Europea de Patinatge (CERS), adscrita a la World Skate. La major part de competicions estatals europees hi està adscrita, i així organitza una competició de clubs pels equips més forts del continent, la Copa d'Europa de hoquei línia. A l'estat espanyol, l'esport és regulat per la Federació Espanyola de Patinatge, adscrit a la CERS. La Federació organitza una lliga, la Lliga Élite de hoquei línia, i una copa, la Copa del Rei de hoquei línia, i també compta amb selecció nacional, que competeix als tornejos organitzats per la World Skate.
Dels equips de l'àmbit catalanoparlant, destaquen el Rubí Cent Patins i l'Espanya HC, tots dos campions de la lliga i la copa.